# Skednoshaj
Skednoshaj (Deania calcea) är en haj som tillhör familjen bladtandhajar, och som främst lever nära botten på större djup. 

## Utseende
Skednoshajen är en grå till mörkbrun haj med en lång, tillplattad nos och mörkare fenor. Huden är sträv, med små, flerspetsade hudtänder. Längden för en vuxen individ är omkring 100 cm, med 122 cm som maximum. Ungfiskar har mörka fenkanter samt mörka fläckar på huvud och fenor. Den första av de två ryggfenorna är lång och låg; båda två har en tagg framtill.

## Vanor
Arten lever i stim på ett djup mellan 400 och 1 400 m, i undantagsfall högre upp, på kontinentalhyllorna och dess sluttningar. Oftast uppehåller den sig nära bottnen, men kan även gå högre upp. Födan består framför allt av benfiskar, bläckfiskar och räkor. Hajen föder levande ungar med 6 till 12 stycken per kull, drygt 30 cm långa.

## Utbredning
Skednoshajen är vanlig i ett vidsträckt utbredningsområde, emellertid med många luckor. Den finns i östra Atlanten från södra Island längs västra Brittiska öarna till Sydafrika, dock med undvikande av Medelhavet och stora delar av Östafrika. Vidare finns den i Stilla havet, Chile och Peru i Sydamerika, samt Japan, södra Australien och Nya Zeeland.

## Kommersiell användning
Ett mindre fiske förekommer, främst som bifångst vid trålning och långrevsfiske. Köttet och framför allt leveroljan används.

## Status
Arten är vanlig, och då IUCN inte har kunnat konstatera någon minskning, har man därför klassificerat den som livskraftig ("LC"). På grund av dess långsamma tillväxt, och då en närstående art, Deania quadrispinosa som lever under liknande förhållanden har minskat kraftigt i Australienområdet under en 20-årsperiod, manar men emellertid till vaksamhet.